# Parti des démocrates pour l'espoir
Ne doit pas être confondu avec PAdES.

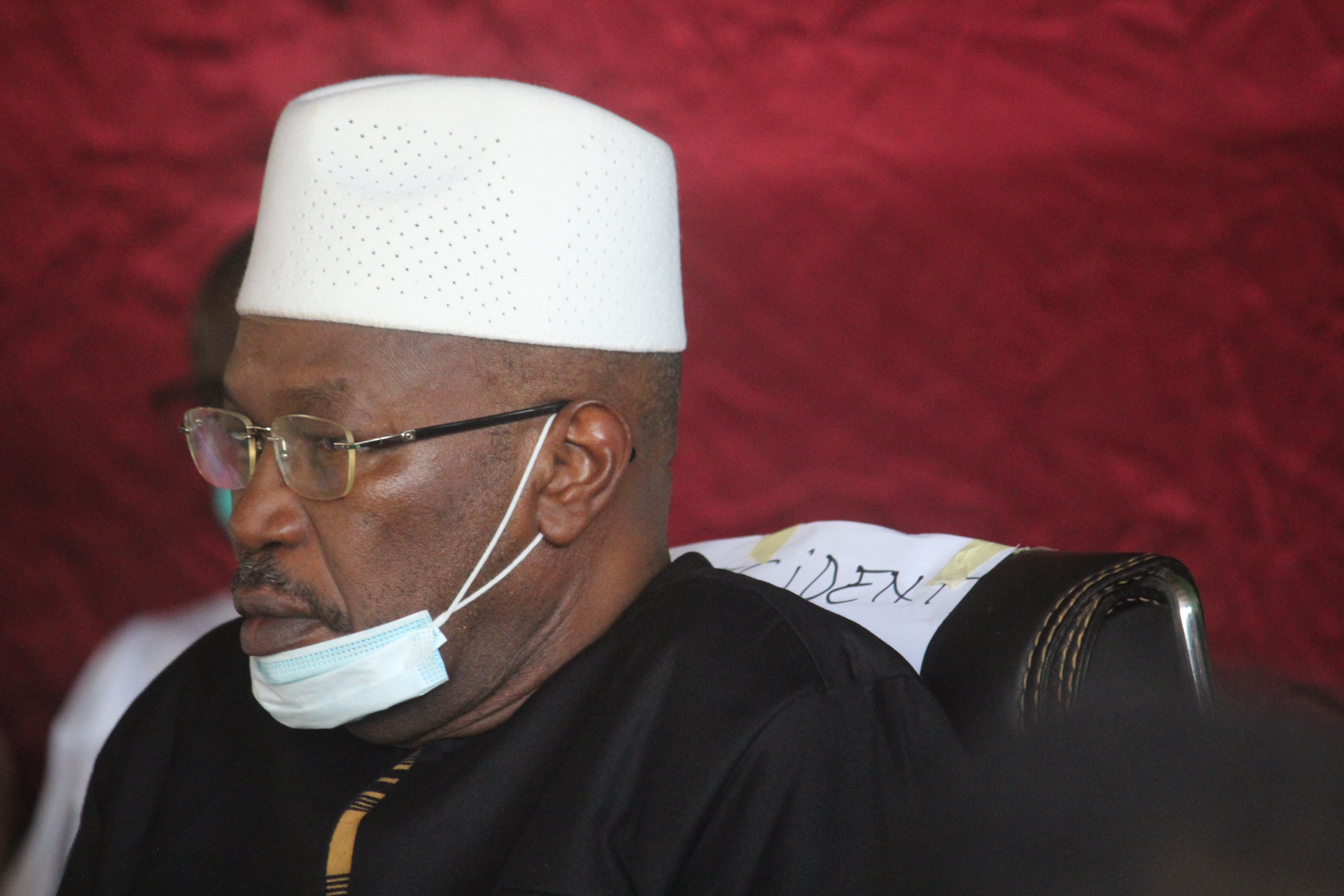
Le président du Parti des démocrates pour l'espoir.

Le Parti des démocrates pour l'espoir, abrégé en PADES, est un parti politique guinéen membre de l'opposition républicaine et du mouvement FNDC.
Il est dirigé par Ousmane Kaba.

## Historique

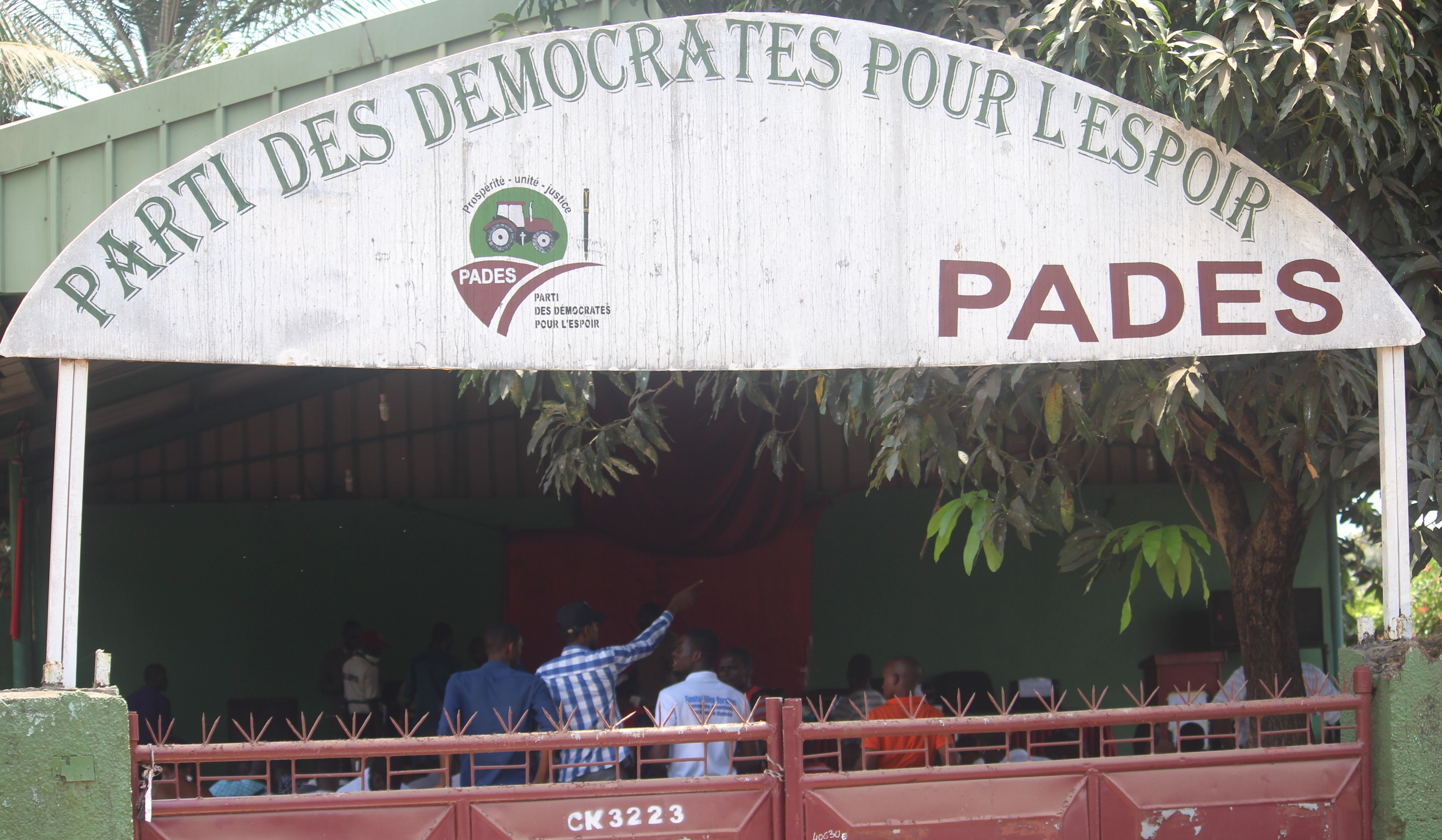
Siège du PADES à conteyah

En tant qu'ancien ministre et député, Ousmane Kaba décide de fonder son parti le 8 février 2017.
Il était le président du Parti libéral de l'unité et la solidarité (d) (PLUS) et avait participé en 2010 à l'élection présidentielle avec cette autre formation politique et avait fini 12e avec 0,54 pour cent.

## Présidentielle 2020
Elle décide le 1er août 2020 de participer au élection présidentielle de 2020 le 18 octobre 2020 avec 12 autres candidats.